# Kyphosus analogus
Kyphosus analogus és una espècie de peix pertanyent a la família dels kifòsids.

## Descripció
- Pot arribar a fer 45 cm de llargària màxima (normalment, en fa 20).
- Cos ovalat, una mica allargat, comprimit i de color gris fosc amb ratlles longitudinals de color groc daurat als flancs.
- Cap i boca petits.
- Les dents formen una sola fila anterior a cada mandíbula.
- Aleta dorsal amb 14 radis tous.
- La línia lateral presenta entre 76 i 80 escates.
- El primer radi de l'aleta anal és més curt que els radis posteriors.[6][7][8]

## Hàbitat
És un peix marí, bentopelàgic i de clima subtropical que viu entre 1 i 12 m de fondària.

## Distribució geogràfica
Es troba al Pacífic oriental: des de la Baixa Califòrnia (Mèxic) fins al Perú.

## Costums
Els exemplars joves acostumen a trobar-se a sota d'objectes que suren davant les costes de Centreamèrica.

## Observacions
És inofensiu per als humans.